# مارتن وود
مارتن وود (بالإنجليزية: Martin Wood) هو مخرج تلفزيوني كندي بدأ بالإخراج منذ منتصف التسعينات. وهو مختص في الخيال العلمي، حيث عرف أكثر لعمله كمخرج ومنتج لستارغيت إس جي 1 (46 حلقة)، وكذلك مسلسل ستارغيت أتلانتس (30 حلقة).

## وصلات خارجية
- مارتن وود على موقع IMDb (الإنجليزية)
- مارتن وود على موقع ألو سيني (الفرنسية)
- مارتن وود على موقع أول موفي (الإنجليزية)
- مارتن وود على موقع قاعدة بيانات الأفلام السويدية (السويدية)
- مارتن وود على موقع قاعدة بيانات الفيلم (الإنجليزية)
- مارتن وود على موقع كينوبويسك (الروسية)
- مارتن وود في موقع ستارغيت الرسمي نسخة محفوظة 17 ديسمبر 2010 على موقع واي باك مشين.
- مارتن وود في ستارغيت ويكي